# 第一次塞尔维亚起义

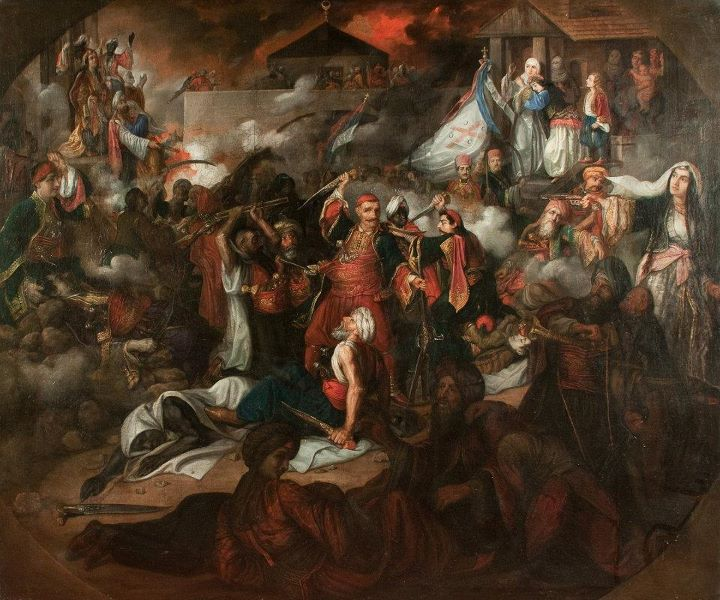
第一次塞尔维亚起义

第一次塞尔维亚起义是1804年2月14日至1813年10月7日间，塞尔维亚人发动的反奥斯曼帝国起义。
1801年，耶尼切里指挥官们刺杀了奥斯曼帕夏，控制了斯梅代雷沃桑贾克。接着，耶尼切里撤销了奧斯曼苏丹先前给予塞族人的权利。1804年，卡拉喬爾傑·彼得羅維奇發動反耶尼切里起義，剷除了這些耶尼切里指挥官。不過奧斯曼苏丹塞利姆三世却下令鎮壓塞爾維亞人。塞爾維亞人开始与奥斯曼帝国交战，在1805-06年间取得几场大胜，之后建立政府与议会，废止強迫勞動制度，减少税收。
当时，奥斯曼和俄罗斯帝国正在交战（俄土戰爭），塞族人借此机会在数年内取得了一些军事胜利。但他们内部出现了分歧：卡拉喬爾傑·彼得羅維奇意在建立绝对君主制，其他一些人想要限制卡拉喬爾傑·彼得羅維奇的权力。1812年，俄土战争结束，奥斯曼帝国隨後于1813年重新占领塞尔维亚。
起義期間，在1809年5月車加爾之役後，為了嚇阻塞爾維亞人反抗的意圖，奧斯曼帝國魯米利亞省行政長官胡爾希德帕夏下令以死去反抗者的頭骨，在尼什修築一座京觀，這座京觀即尼什京觀，並成為塞爾維亞民族主義的象徵。
第一次塞爾維亞起義最終以失敗告終。虽然起义失败，但塞族人是奥斯曼帝国历史上首个发动反苏丹起义的基督教族群，并成功创建了独立国家。这场起义后来成为巴尔干地区建国进程的象征，激励其他巴尔干民族效仿。